# Domenico Duprà
Domenico Duprà, (Torino, 1689 – Torino, 22 febbraio 1770) è stato un pittore di corte italiano esponente del Rococò.

## Biografia
Nato a Torino, Domenico, insieme al fratello Giuseppe, passa la propria infanzia a Roma dove venne anche educato alla pittura da Francesco Trevisani. Lo stile di Domenico è noto per essere elegante e raffinato, egli creò un incrocio tra il realismo misurato di Trevisani con il gusto aulico di pittori della scuola di ritrattistica francese come Rigaud e Nattier.
Dal 1719 al 1730 diventa ritrattista di corte in Portogallo dopo essere stato convocato da Giovanni V di Braganza. Durante la sua permanenza a Lisbona dipinse molti ritratti per la famiglia reale tra cui uno di Maria Barbara di Braganza e di Giuseppe I del Portogallo entrambi in giovane età.
Tra il 1730 e il 1750 si stabilì nuovamente a Roma dove lavorò specialmente per la nobiltà ecclesiastica romana ritraendo esponenti del cardinalato tra cui Domenico Passionei.
Spese l'ultimo ventennio della sua vita nella città sua natale, Torino, dove prestò servizio presso la corte sabauda.